# سايكي (أويتا)
مدينة سايكي (بالإنجليزية: Saiki)‏ هي أحد المدن التابعة لمحافظة أويتا. تأسست رسميًا في 29/04/1941. ويقدر عدد سكانها بـ 78675 نسمة حسب تقدير مكتب الإحصاء الياباني لعام 2012. تبلغ مساحة سايكي 903.44 كم2. بكثافة سكانية تبلغ 87.1 نسمة/كم2.

## توأمة
لسايكي (أويتا) اتفاقيات توأمة مع كل من:
- هاندان
- جلادستون

## أعلام
- شينجي أندو
- هيروكي توداكا
- يوتا كاواتشي
- كينغيرو كاواساكي
- كينغيرو نومورا